# تحليل الحساسية
يمكن أن تبحث عن مقالات عن الحساسية والخصوصية أو منحنيات ROC. 
تحليل الحساسية (SA) هو دراسة كيفية تقسيم التنوع (الشك) في ناتج نموذج رياضي ، كمياً أو وصفياً، إلى مصادر مختلفة من التنوع في ناتج النموذج.
وبمصطلحات أكثر عموماً، فإن تحليلات الشك والحساسية تحقق في مدى متانة دراسة ما عندما تتضمن الدراسة بعض أشكال النمذجة الرياضية. وفي حين أن تحليلات الشك تدرس عدم التيقن الكامل في استنتاجات الدراسة، إلا أن تحليل الحساسية يحاول أن يحدد أي مصدر من مصادر الشك يوزن أكثر في استنتاجات الدراسة. على سبيل المثال، تصف العديد من الإرشادات للنمذجة (انظر مثال واحد من THE US EPA) أو لتقييم التأثير (انظر لواحد من المفوضية الأوروبية) تحليل الحساسية كأداة لتأكيد جودة النمذجة/التقييم.
إن المشكلة التي تكمن في تحليل الحساسية تتشابه تشابه كبيراً مع تصميم التجارب. ففي تصميم التجارب يقوم الفرد بدراسة تأثير بعض العمليات أو التدخل (المعالجة) على بعض الأشياء (وحدات التجربة). يبحث المرء في تحليل الحساسية عن تأثير تنوع مدخلات النموذج الرياضي على مخرجات النموذج نفسه. وفي كلاً من النظامين يسعى المرء للحصول على المعلومات من النظام بأقل قدر ممكن من التجارب الفيزيائية أو العددية.
هناك تبادل تجاري بين كيف يكون التدقيق في تحليل ما هو اكتشاف فروض المدخلات وكيفية إمكانية اتساع الاستدلال الناتج في تحليل الشك والحساسية. يتم توضيح النقطة جيداً بواسطة الاقتصادي ادوارد إي. ليمر (1990).
لقد اقترحت شكلا من أشكال نظم تحليل الحساسية التي أسميها «تحليل الحساسية العالمي» والذي يتم فيها اختيار مقدار تقريبي من الفروض البديلة ويتم تحديد الفاصل المقابل للاستدلالات. فيتم الحكم على الاستنتاجات أنها قوية فقط إذا كان المقدار التقريبي للافتراضات كبير كفاية ليمكن تصديقه ويكون الفاصل المقابل للاستدلالات صغير كفاية كي يكون مفيد. 
علماً بأن توكيد ليمر يُحتاج اليه من أجل المصداقية في اختيار الافتراضات. يعتبر أسهل طريقة لإبطال نموذج هو اثبات أنه هشاً فيما يتعلق بعدم التيقن في الفروض أو أن يُظهر أن فروضه لم تكن كبيرة كفاية. تم التعبير عن نفس المفهوم من قبل جيرومي آر. رافيتز، والذي من وجهة نظره أن النمذجة السيئة تكون عندما يجب أن تكون الشكوك في المدخلات مقموعة لئلا تصبح النواتج غير محددة.
في الاقتصاد القياسي الحديث، يكون استخدام تحليل الحساسية لدفع النقد هو موضوع واحد من الوصايا العشرة للاقتصاد القياسي المطبق (من كينيدي، 2007):
يجب عليك أن تعترف بوجود الحساسية. طبيعية: يجب عليك أن تدفع النقد [···] عند الإبلاغ عن تحليل الحساسية، ويجب على الباحثين أن يشرحوا بشكل وافي مواصفات بحثهم كي يمكن للقاريء أن يحكم لنفسه كيف يمكن للنتائج أن تكون مؤثرة. هذا هو اساسا نهج 'الصدق هو أفضل سياسة'، الذي نادى به ليمر، (1978 
يمكن أن يكون موضوع استخدام النماذج الرياضية مثير للجدل، انظر ناسيم نيكولاس طالب  في الاقتصاديات، وأورين اتش. بيلكي وليندا بيلكي جافيس  في العلوم البيئية. وكما تم ملاحظته من قبل المؤلف الأخير، فهذا يزيد من أهمية تحليل الحساسية في ممارسة النمذجة اليوم.

## نبذة عامة
يمكن أن تترتب المشاكل الرياضية التي تواجه الفرد في العلوم الاجتماعية أو الطبيعية عن استخدام النماذج الرياضية، والتي عامة لاتصلح لفهم مباشر للعلاقة بين عوامل المدخلات (مايذهب داخل النموذج) والمخرجات (المتغيرات التابعة للنموذج).
ومثل هذا التقدير، بمعنى فهم كيفية سلوك النموذج في استجابة للتغيرات في مدخلاتها، هو ذات أهمية أساسية لضمان الاستخدام الصحيح للنماذج.
يتم تحديد النموذج الرياضي بواسطة سلسلة من المعادلات، وعوامل المدخلات، والمتغيرات، والمتغيرات التي تهدف إلى وصف العملية التي يجري التحقيق فيها.
تخضع المدخلات لمصادر عديدة من عدم التيقن والتي تشمل أخطاء القياسات، وغياب المعلومات وسوء الفهم للقوى الدافعة والآليات. يفرض عدم اليقين هذا حدود على ثقتنا في الاستجابة أو ناتج النموذج. وكذلك، يمكن أن تتماشى النماذج مع التقلبات الطبيعية المتأصلة في النظام، مثل وقوع الأحداث العشوائية.
يتطلب ممارسة النمذجة الجيدة أن يقدم مصمم النموذج تقييماً للثقة في النموذج، وربما تقييم أوجه عدم التيقن المرتبطة بعملية النمذجة ومع نتائج النموذج نفسه. يوفر تحليل عدم اليقين والحساسية أدوات صالحة لوصف الشكوك المرتبطة بالنموذج. يصف تحليل عدم التيقن (UA) الشك في نتائج نموذج ما. يمتلك تحليل الحساسية دور تكميلي للأوامر عن طريق أهمية قوة وعلاقة المدخلات في تحديد التباين في الناتج.
في النماذج التي تنطوي على كثير من المدخلات يعتبر اختبار الحساسية عنصر أساسي لبناء نموذج وضمان الجودة. تشمل الوكالات الوطنية والدولية المشاركة في دراسات تقييم الأثر فروع مخصصة لتحليل الحساسية في مبادئها التوجيهية. ومن أمثلة ذلك، اللجنة الأوروبية، ومكتب البيت الأبيض للإدارة والموازنة، والفريق الحكومي الدولي المعني بتغير المناخ ووكالة حماية البيئة الأمريكية.

## المنهجية
[[ملف:|تصغير|500بك||تحليل الحساسية القائم على أخذ العينات بواسطة scatterplots Y (المحور الرأسي) هي دالة أربعة عوامل. النقاط في الـ scatterplots الأربعة تكون دائماً هي نفسها على الرغم من فرزها بشكل مختلف، بمعنى Z1, Z2, Z3, Z4 على الترتيب.
علما بأن الإحداثي السيني مختلف لكل قطعة: (-5، +5) لZ1، (-8، +8) لZ2، (-10، +10) لZ3 و Z4. Z4 هو الأكثر أهمية في التأثير على Y لأنه يضفي المزيد من 'الشكل' على Y.]]
هناك العديد من الطرق الممكنة لعمل تحليل عدم اليقين (UA) والحساسية (SA). والدروس الهامة من الطرق هي :
- الأساليب المحلية، مثل المشتق البسيط للناتج Y مع الأخذ في الاعتبار عامل المدخلات X_i : \left| \frac{\partial Y}{\partial X_i} \right |_{\textbf {x}^0 }، في حين أن الـ subscript \textbf {x}^0 يشير أن المشتقات مأخوذة على نقاط ثابتة في فراغ المدخلات (وبالتالي «المحلي» في اسم الفئة). ويعتبر نموذج الأدجوينت [8][9] والتمايز الآلي [10] من الطرق المميزة في هذه الفئة.
- الحساسية المرتكزة على أخذ العينات [11]- وهي طريقة يتم تنفيذ النموذج فيها بطريقة متكررة لمزيج من القيم المأخوذة من التوزيع (من المفترض أنها معروفة) عوامل المدخلات. وبمجرد أن يتم إنشاء العينة، يمكن استخدام استراتيجيات عديدة (مثل المدخلات والمخرجات البسيطة scatterplots) لاستنباط مقاييس الحساسية للعوامل.
- الأساليب المرتكزة على المحاكاة (على سبيل المثال بايزيان [12]) في هذه الطرق يتم التعامل مع قيمة الناتج {\displaystyle Y}، أو مباشرة قيمة قياس الحساسية للعامل {\displaystyle X_{i}} كعملية عشوائية ويتم تقديرها من خلال نقاط البيانات الموجودة على الكمبيوتر. ويكون هذا مفيد عندما يكون برنامج الكمبيوتر الذي يصف النموذج مكلف لتشغيله.
- طرق الفرز. تعتبر هذه الطريقة نموذج معين من الطرق المرتكزة على أخذ العينات. والهدف هنا هو تقدير عدد قليل من العوامل الفعالة في النماذج مع عوامل كثيرة [13][14]
- الطرق القائمة على التباين [15][16][17] وهنا يتفكك الفرق غير المشروط V(Y) لـ {\displaystyle Y} إلى مشروط نظراً للعوامل الفردية بالإضافة إلى شروط بسبب التفاعل بين العوامل. يعتبر تفكك التباين الكامل ذات مغزى فقط عندما تكون عوامل المدخلات مستقلة عن بعضها البعض.[18]
- ممثلات ارتفاع النموذج البعدي (HDMR) [19][20]

يرجع المصطلح إلى اتش. رابيتز  ويتم تضمنه كحالة خاصة تبع الطرق القائمة على التباين. وفي HDMR يتم التعبير عن الناتج Y كتجمع خطي للشروط البعدية المتزايدة.
- الأساليب المرتكزة على تصفية مونتي كارلو [22][23] هناك أيضاً ارتكاز على أخذ العينات والهدف هنا هو تحديد مناطق فراغ عوامل المدخلات المقابلة لقيم خاصة (مثال، عالى أو منخفض) للمخرجات.

في كثير من الأحيان (على سبيل المثال في الطرق القائمة على أخذ العينات) يتم القيام بكلاً من UA و SA بشكل مشترك من خلال تنفيذ نموذج متكرر لمزيج من عينات قيم العوامل مع بعض توزيع الاحتمالات.
ويمكن سرد الخطوات التالية :
- تحديد الدالة محط الاهتمام
  - فمن الأسهل أن تتصل بنتائج تحليل الحساسية عندما يكون الهدف محط الاهتمام له علاقة مباشرة للمشكلة التي عالجها هذا النموذج.
- تعيين دالة كثافة الاحتمال للعوامل المحددة.
  - وعندما ينطوي ذلك على التماس رأي الخبراء يكون هذا أكثر كلفة وهو جزء تضييع الوقت في التحليل.
- توليد مصفوفة من المدخلات مع هذا التوزيع من خلال وضع التصميم الملائم.
  - كما هو الحال في التصميم التجريبي، يجب أن يعطي التصميم الجيد للتجارب العددية أقصى تأثير مع أقل نقاط محسوبة.
- تقييم النموذج وحساب توزيع الدالة المستهدفة.
  - هذه هي خطوة وقت الكمبيوتر المكثفة.
- حدد طريقة لتقييم التأثير أو الأهمية النسبية لكل عامل على مدخلات الدالة المستهدفة.
  - هذا يتوقف على الغرض من هذا التحليل، على سبيل المثال تبسيط النموذج، وتحديد أولويات العوامل، والحد من عدم اليقين، الخ.

### الأخطاء
في تحليل الحساسية يتم تقييم الخطأ 1 كعامل غير هام هام، وخطأ النوع الثاني كعامل هام غير هام. يقابل خطأ النوع الثالث تحليل المشكلة الخطأ، على سبيل المثال عن طريق مواصفات غير صحيحة لإدخال الشكوك. المزالق الممكنة في تحليل الحساسية هي:
- عدم وضوح الغرض من التحليل. يتم تطبيق الاختبارات الإحصائية المختلفة والقياسات على المشكلة ويتم الحصول على ترتيب العوامل المختلفة. وبدلا من ذلك ينبغي أن يكون الاختبار مصمم خصيصاً لأغراض التحليل، مثل، يستخدم الفرد تصفية مونت كارلو إذا كان الفرد مهتم بأي من العوامل هو المسئول عن توليد قيم عالية/منخفضة للناتج.
- أخذ العديد من نواتج النماذج في الاعتبار. قد يكون هذا مقبولا لضمان الجودة من النماذج الفرعية ولكن يجب تجنبه عند تقديم نتائج التحليل الشامل.
- حساسية Piecewise. يحدث هذا عندما يقوم الفرد بتحليل الحساسية على نموذج فرعي واحد في وقت واحد. لايعتبر هذا النهج محافظ حيث أنه يمكن أن يغفل التفاعلات بين العوامل في النماذج الفرعية المختلفة (الخطأ من النوع II).

### طريقة OAT
هناك نهج مشترك في تحليل الحساسية وهو «عامل واحد في نفس الوقت» (OAT)، لمعرفة تأثير هذا على الناتج. ويبدو هذا أنه نهج منطقي حيث أن أي تغيير يتم ملاحظته في الناتج سوف يكون بدون شك بسبب تغيير عامل واحد. وعلاوة على ذلك فعند تغيير عامل واحد في نفس الوقت فيمكن للمرء أن يحتفظ بالعوامل الأخرى ثابته في قيمتها المركزية أو الأساسية. ويزيد هذا من إمكانية المقارنة بين النتائج (يتم حساب كل التأثيرات مع الرجوع إلى نفس النقطة المركزية في الفراغ) وتقليل فرص تعطل برنامج الكمبيوتر، في الغالب عند تغير العديد من عوامل المدخلات في وقت واحد. يكون الحدوث الأخير مزعج على الأخص لمصممي النموذج حيث أنه في هذه الحالة لايمكن للفرد أن يعرف أي عامل تغير هو الذي سبب تحطم النموذج.
والمفارقة هي أن هذا النهج، وهو على ما يبدو سليما، غير استكشافياً، مع تناقص الاستكشاف بسرعة مع عدد العوامل. يستكشف (جزئياً) الـ OAT دائرة بدلاً من مربع كامل (انظر الشكل) مع عاملين، وبالتالي في بعدين.

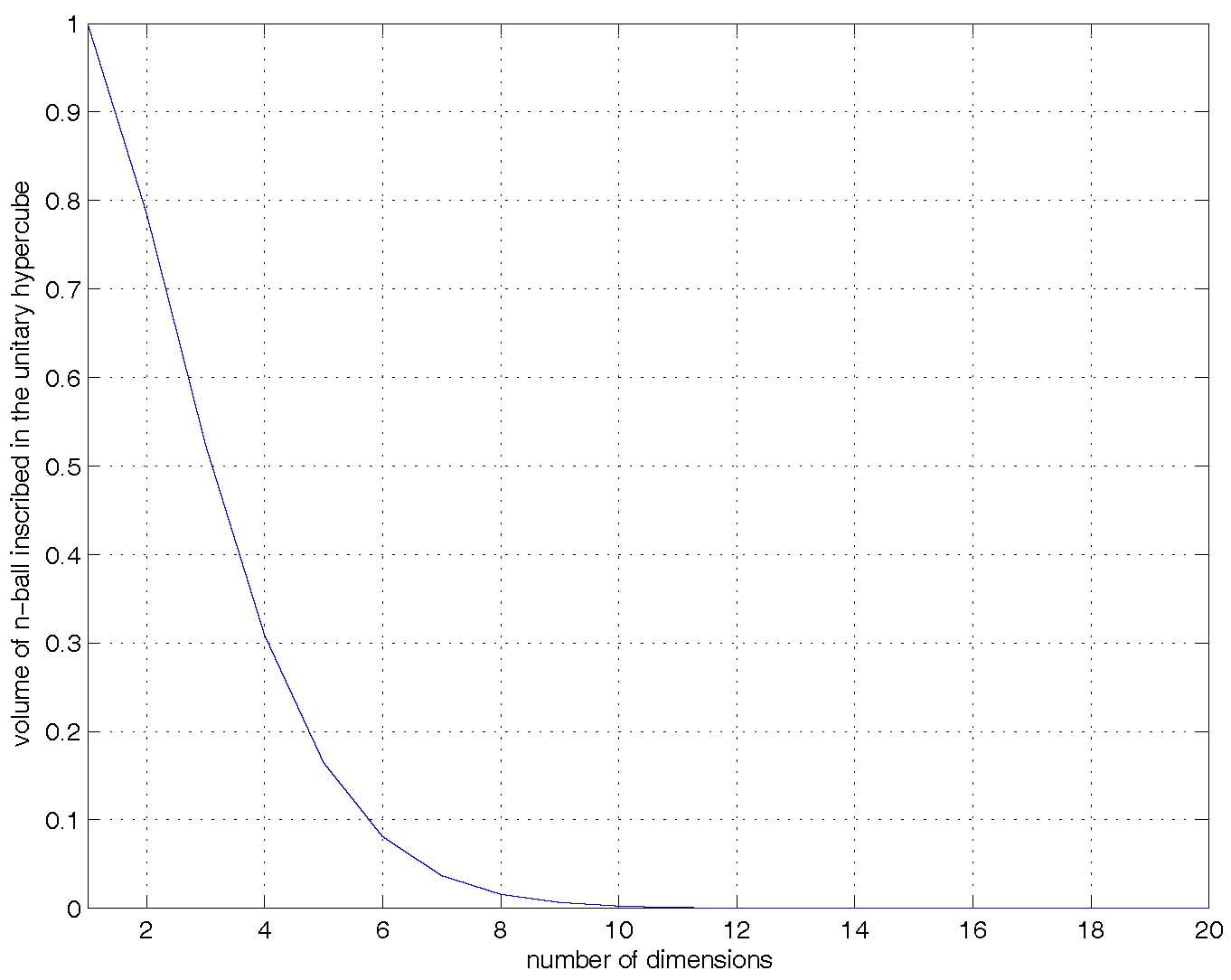
النسبة (حجم الكرة الكلي المدرجة في وحدة المكعب الكلي والمماسه له) / (حجم وحدة المكعب الكلي).

في أبعاد K، يقسم حجم الكرة الأكبر المتضمن (والمماس لـ) المكعب الأكبر الموحد ذلك الخاص بالمكعب الأكبر نفسه، ذاهباً بسرعة إلى الصفر (مثل هو أقل من 1 ٪ بالفعل من أجل K = 10، انظر الشكل). نلاحظ أيضا أن t كل نقاط الـ OAT تكون على الأكثر على مسافة واحد من التصميم الأصلي. نظرا إلى أن قطر المكعب الزائدي هو \sqrt{k} في أبعاد k، إذا كانت النقاط موزعة عشوائياً فسوف يكون هناك نقاط (في الزوايا) والتي تكون بعيدة عن الأصلية \frac{\sqrt{k}}{2 هناك 2^k=1024 زاوية في عشرة أبعاد.
وبطبيعة الحال عندما يلقي أحد حفنة من النقاط في فراغ متعدد الأبعاد فستكون هذه النقاط ضئيلة، وبأي شكل من الأشكال سيتم استكشاف الفراغ بالكامل. ولا يزال، حتى إذا كان الفرد لديه حفنة من النقاط عليه التخلص منها، فلايوجد سبب لماذا يجب أن يركز الفرد كل هذه النقاط قريبة من الأصلية.

## التطبيقات
يمكن استخدام تحليل الحساسية
- لتبسيط النماذج
- للتحقق من متانة تنبؤات النموذج
- للعب ما إذا اكتشف التحليل تأثير تنوع افتراضات المدخلات والسيناريوهات.
- كعنصر من عناصر تحقيق الجودة (يمكن ربط حساسيات عوامل غير متوقعة إلى أخطاء الترميز أو سوء التخصيص).

وكذلك فإنه يوفر معلومات عن:
- العوامل التي تساهم غالباً في تغير الناتج.
- المنطقة الموجودة في فراغ عوامل المدخلات والذي يكون فيها ناتج النموذج إما أقصى مايمكن أو أقل مايمكن أو داخل حدود محددة سلفا (انظر تصفية مونتي كارلو أعلاه)
- الأمثل—أو عدم الاستقرار—المناطق داخل فراغ العوامل للاستخدام في دراسة معايرة لاحقة.
- التفاعل بين العوامل

يشتهر تحليل الحساسية في الفيزياء والكيمياء ، والتطبيقات المالية، وتحليل المخاطر، ومعالجة الإشارات، والشبكات العصبية وأي منطقة يتم تطوير النماذج فيها. يمكن استخدام تحليل الحساسية أيضاً في تقييم الدراسات الشرطية القائمة على النموذج. يمكن استخدام تحليل الحساسية لتقييم مدى متانة المؤشرات المركبة ، والمعروفة أيضا باسم مؤشرات، مثل فهرس الضغط البيئي.

### العوامل البيئية
يزداد استخدام نماذج الحاسب الخاصة بالبيئة في طائفة واسعة من الدراسات والتطبيقات.
على سبيل المثال يستخدم نموذج المناخ العالمي لكل من توقعات الطقس قصيرة المدى وتغير المناخ طويل المدى.
وعلاوة على ذلك، تستخدم نماذج الحاسبات بشكل متزايد لأخذ قرار بيئي على النطاق المحلي، على سبيل المثال لتقييم أثر محطة معالجة المياه العادمة على تدفق النهر، أو لتقييم السلوك وطول الحياة للمرشحات الحيوية للمياه الملوثة بالنفايات.
وفي كلتا الحالتين يمكن أن يساعد تحليل الحساسية في فهم المساهمة من مختلف المصادر من عدم اليقين للشك في ناتج النموذج وأداء النظام بشكل عام.
وفي هذه الحالات، واعتمادا على تعقيد النموذج، قد يكون من المستحسن عمل استراتيجيات أخذ العينات المختلفة ويجب تعميم متغيرات الحساسية التقليدية لكي تغطي تحليل الحساسية متعدد المتغيرات، وآثار heteroskedastic والمدخلات المتعلقة.

### الأعمال
في مشاكل اتخاذ القرار، يمكن على المحلل أن يتحرى دوافع التكلفة وكذلك الكميات الأخرى التي من أجلها يجب أن نكتسب معرفة أفضل من أجل اتخاذ قرار مستنير. ومن ناحية أخرى، هناك بعض الكميات لايكون لها تأثير على التوقعات، حتى نتمكن من حفظ الموارد بدون فقد في الدقة عن طريق تخفيف بعض الشروط. انظر تمويل الشركات: تحديد مقدار عدم اليقين.
يمكن أن يساعد تحليل الحساسية في مجموعة متنوعة من الظروف الأخرى التي يمكن التعامل معها من قبل الإعدادات المبينه أدناه:
- لتحديد الافتراضات الحاسمة أو مقارنة هياكل النموذج البديل
- دليل مجموعات البيانات المستقبلية
- الكشف عن المعايير الهامة
- الاستفادة المثلى من تحمل الأجزاء المصنعة من حيث عدم اليقين في المتغيرات.
- الاستخدام الأمثل لتخصيص الموارد
- تبسيط النموذج أو خلط النموذج، الخ.

لكن هناك أيضا بعض المشاكل المرتبطة بتحليل الحساسية في سياق الأعمال:
- في كثير من الأحيان تكون المتغيرات مترابطة، مما يجعل دراستها كل على حدة غير واقعية، على سبيل المثال: تغيير عامل واحد، مثل حجم المبيعات، من المرجح أن يؤثر على عوامل أخرى مثل سعر البيع.
- في كثير من الأحيان يتم صنع الفروض التي يقوم على أساسها التحليل بواسطة استخدام خبرة ماضية/بيانات التي من الممكن أن لايحصل عليها في المستقبل.
- تعيين قيمة الحد الأقصى والحد الأدنى (أو المتفائل والمتشائم) مفتوح للتفسير ذاتي. على سبيل المثال فإن توقعات أحد الأشخاص «المتفائلين» يمكن أن يكون أكثر تحفظاً من شخص آخر يقوم بجزء مختلف من التحليل.

هذا النوع من الذاتية يمكن أن يؤثر سلبا على الدقة والموضوعية الشاملة للتحليل.

## قائمة المراجع
- فاسو A)2007) تحليل الحساسية الإحصائي ونوعية المياه. في ويمر إل. اد، الإطار الإحصائي لمعايير جودة المياه والرصد. ويلي، نيويورك.
- فاسو ايه، اسبوزيتو إي.، بورشيو إي.، ريفيربيري ايه. بي.، فيجليو اف.2003) تحليل الحساسية الإحصائي للمفاعلات معبأة العمود لمياه الصرف الملوثة. بيئي. Vol. 14, n.8, 743 – 759
- فاسو ايه، بيري بي. اف.2002) تحليل الحساسية. في عبدل اتش. الشعراوي وولتر و. بيجورسك (eds) موسوعة البيئيات، المجلد 4، pp 1968–1982، ويلي.
- سالتيللي، ايه. اس. تارنتولا، وكي. شان (1999). طريقة النموذج الكمي المستقل لتحليل الحساسية العالمي لناتج النموذج. Technometrics 41 (1)، 39-56.
- سانتنر، تي. جي.: ويليامز، بي. جي.: نوتز، و. آي. التصميم والتحليل لتجارب الكمبيوتر، سبرينجر- فيرلاج، 2003.
- هوغ، إدوارد J.؛ تشوي، كيونغ K.؛ كوموكوف، فاديم (1986) تحليل حساسية التصميم للنظم الهيكلية. الرياضيات في العلوم والهندسة، 177. أكاديمية الصحافة، شركة محدودة، أورلاندو، اف إل.

## منشورات المواضيع الخاصة
- تم نشر المواضيع الخاصة المكرسة لتحليل الحساسية في سبتمبر 2008 في المجلة الدولية لعلم القوى المحركة الكيميائية.[وصلة مكسورة]
- تم نشر موضوع خاص آخر عن تحليل الحساسية في يوليو 2009 في اعتمادية الهندسة ونظام السلامة (RESS).

كلاهما اختيار الأوراق التي قدمت في مؤتمر عام 2007 لتحليل الحساسية من طراز المخرجات (سامو) الذي عقد في بودابست في حزيران / يونيو.
انظر سامو 2007 لشرائح العروض.
- تم نشر موضوع خاص مبكراً عن تحليل الحساسية في 2006 في جريدة الهندسة الاعتمادية ونظام السلامة (المجلد 91، 2006).